# Malamine Efekele
Malamine Efekele (Livry-Gargan, 19 juli 2004) is een Frans voetballer die bij voorkeur als aanvaller speelt. Hij staat onder contract bij AS Monaco. 

## Clubcarrière
Efekele speelde in de jeugd bij AS Bondy en AS Monaco. Vanaf januari 2024 wordt hij anderhalf jaar uitgeleend aan Monaco's satellietclub Cercle Brugge. Op 26 januari 2024 debuteerde hij tegen Standard Luik. Op 4 mei 2024 scoorde Efekele zijn eerste treffer tegen KRC Genk. 